# Conacul Szentkereszty-Bethlen din Câmpia Turzii
Conacul Szentkereszty-Bethlen din Câmpia Turzii, județul Cluj, este înscris pe lista monumentelor istorice din județul Cluj elaborată de Ministerul Culturii din România în anul 2015 (cod LMI CJ-II-m-B-07554).

## Istoric
În a doua jumătate a secolului al XIX-lea s-a ridicat în Ghiriș-Arieș, pe str.1 Decembrie 1918 nr.17, conacul baronului Szentkereszty Zsigmond, alături de care s-a amenajat un lac artificial înconjurat de un mic parc. Lacul comunica printr-un canal cu lacul artificial al conacului învecinat Paget (str. Parcului). După primul război mondial, acest conac a devenit proprietatea contelui Bethlen Ödön (1893-1968). 
Conacul a fost folosit după cel de al Doilea Război Mondial ca local de școală (Școala primară "Ciclul II"). Azi este o clădire-anexă a Liceului Teoretic "Pavel Dan" (bibliotecă și câteva clase).

## Galerie de imagini

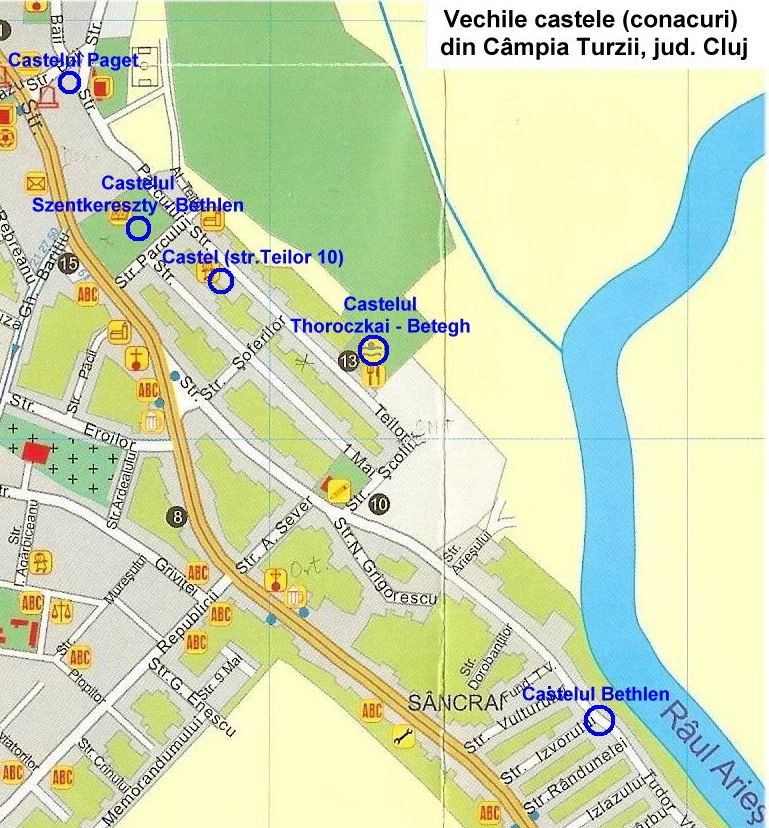
Harta cu vechile castele (conace) din Câmpia Turzii
Conacul Szentkereszty Zsigmond (imagine din secolul al XIX-lea)